# 圣费雷奥勒多鲁尔
圣费雷奥勒多鲁尔（法語：Saint-Ferréol-d'Auroure，法語發音：[sɛ̃ fɛʁeɔl doʁuʁ]）是法国上卢瓦尔省的一个市镇，位于该省东北部，属于伊桑若区。

## 地理
圣费雷奥勒多鲁尔（45°21'18"N, 4°15'17"E）面积10.85 平方千米，位于法国奥弗涅-罗讷-阿尔卑斯大区上盧瓦爾省，该省份为法国中南部省份，北起多姆山省和卢瓦尔省，西接康塔爾省，南至洛泽尔省，东临阿尔代什省。
与圣费雷奥勒多鲁尔接壤的市镇（或旧市镇、城区）包括：菲尔米尼、弗赖斯、圣保罗昂科尔尼永、卢瓦尔河畔欧雷克、蓬萨洛蒙、沃莱地区圣迪迪耶、圣瑞斯特马尔蒙。
圣费雷奥勒多鲁尔的时区为UTC+01:00、UTC+02:00（夏令时）。

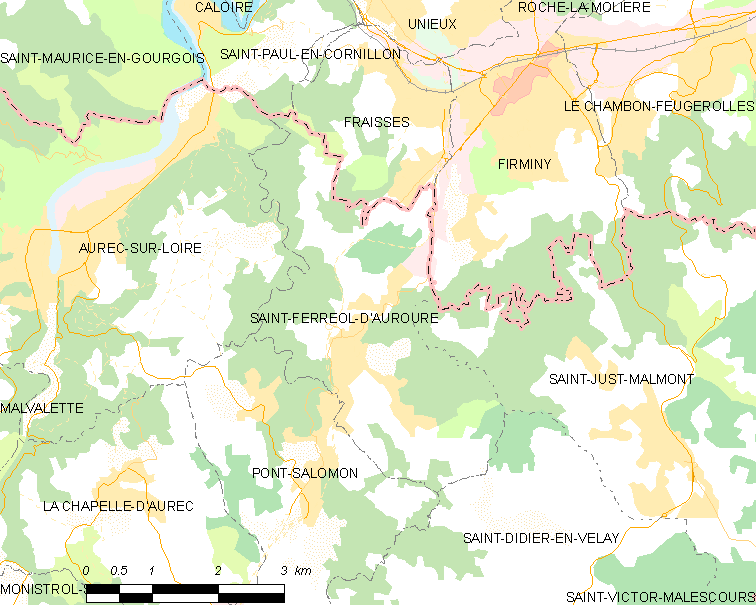
圣费雷奥勒多鲁尔的OSM定位图

## 行政
圣费雷奥勒多鲁尔的邮政编码为43330，INSEE市镇编码为43184。

## 政治
圣费雷奥勒多鲁尔所属的省级选区为卢瓦尔河畔欧雷克县。

## 交通
法国国道N88线（高等级公路）经过境内并设有出入口。上卢瓦尔省省道D6线也经过境内。

## 人口

1962-2008年间圣费雷奥勒多鲁尔人口变化图示

圣费雷奥勒多鲁尔于2022年1月1日时的人口数量为2457人。